# León Croizat
León Croizat Chaley (Léon Camille Marius Croizat) (1894 - 1982) fue un botánico y biogeógrafo italiano nacionalizado venezolano.
Hijo de padres franceses, nació en Turín, Italia, en 1894, donde cursó estudios de derecho a pesar de su gran vocación por las ciencias naturales.
Luego de obtener su título se orientó hacia estas ciencias, especializándose en botánica y en zoología, logrando profundizar y dominar aspectos importantes de la distribución y evolución de las especies. De hecho, generó una corriente de pensamiento nueva, opuesta en algunos criterios a la teoría de Darwin de la evolución y dispersión de la biota.
Al final de la Primera Guerra Mundial se radicó en EE. UU., donde estuvo encargado del Arnold Arboretum de la Universidad de Harvard, entre 1941 y 1946 (Steyermark, 1995; Hoyos, 1999).
En 1947 llegó a Venezuela, llamado por el ilustre botánico Henri Pittier, para trabajar en esta disciplina, la Botánica. Dictó clases en la Facultad de Agronomía de la Universidad Central de Venezuela.
En 1951 fue nombrado profesor ordinario de Botánica y Ecología en la Universidad de Los Andes. Entre 1951-1952 participó como botánico en la expedición franco-venezolana para descubrir las fuentes del Orinoco, junto al Prof. José María Cruxent. Por su labor en esta expedición le fue otorgada la Orden Libertador en grado de Caballero. Croizat también fue honrado por Venezuela al serle otorgada la Orden Henri Pittier de Mérito a la Conservación, y por el gobierno de Italia con la Orden al Mérito.
Fue nombrado profesor honorario de la Universidad Nacional Experimental Francisco de Miranda, de Coro, en 1981.

## Producción científica
Fue un hombre de conocimiento enciclopédico. Su dominio de más de ocho idiomas le permitió acceder en forma directa a obras en sus idiomas originales, las cuales fueron ignoradas por la amplia corriente de autores anglosajones. Su experiencia en áreas de conocimiento tan diversas como el derecho, la lingüística, la historia y las ciencias naturales contribuyó a darle universalidad a su obra y le permitió abordar sus investigaciones desde ángulos totalmente novedosos, con mentalidad crítica y humanística.
Croizat publicó en 1952, en Holanda, su primera obra: Manual of Phytogeography. Desde 1953 y hasta 1970, llevó investigaciones que, en conjunto, sumaron una enorme producción científica relacionada con la biogeografía, morfología y temas de botánica en general.
Dedicó todo su tiempo al trabajo de investigación, recibiendo la colaboración de su segunda esposa Catalina Krishaber, paisajista húngara especialista en plantas suculentas como los cactus y las euforbias.
Como producto de sus viajes de estudios Croizat logró reunir una valiosa colección de plantas suculentas provenientes del mundo entero, de gran diversidad, poco comunes y que constituyeron, posteriormente, la colección base para la creación del Jardín Botánico Xerófito, que fue establecido por el gobierno nacional en 1974, bajo la dirección técnica del mismo Croizat y subdirección de su esposa. Croizat estuvo al frente del jardín hasta julio de 1982.
Después de su muerte, el 30 de noviembre del mismo año, Catalina continuó como directora general de este hermoso jardín.
Desde 1985 el jardín botánico lleva por nombre Jardín Botánico Xerófito Dr. León Croizat, en honor a la incalculable obra científica legada por este ilustre sabio.
Croizat publicó, gracias a sus esfuerzos personales, cerca de 15.000 páginas. Entre sus obras científicas se incluyen varios volúmenes, destacando:
- Panbiogeografía
- Principia botánica
- Espacio, Tiempo y Forma: la Síntesis Biológica
- Biogeographie raisonné de l’Afrique
- Biogeografía Analítica y Sintética (Panbiogeografía) de las Américas.

Croizat publicó en revistas internacionales un gran número de artículos científicos relacionados con la botánica general. Tenía además una gran afición por la historia y publicó tres trabajos sobre este tema:
- Estudio de Girolamo Benzoni
- Relación de las Guerras entre Aníbal y Roma, 218-202 a. C.
- Prehistoria Transpacífica del Nuevo Mundo, publicado por la UNEFM en 1982.

Durante muchos años, las publicaciones de Croizat han sido fuente de discusión entre científicos. Muchos de éstos han cuestionado su tipo de razonamiento y sus amplios conceptos sobre evolución y biogeografía. Otros, sin embargo, lo consideran un genio, y algunos de sus conceptos están ganando credibilidad en el mundo científico y constituyen en la actualidad temas de estudio a profundidad en las Universidades de Victoria y Otago en Nueva Zelandia, Harvard y Cornell, en los Estados Unidos. En conjunto, la bibliografía de León Croizat es una de las más extensas producidas por botánico alguno en Venezuela. Pensó en crear en Coro un centro de estudios sobre biogeografía, y como primer paso donó a la UNEFM su biblioteca, así como sus obras. Deseaba que su biblioteca estuviese abierta a la consulta pública y que su casa fuese para todos los visitantes sitio de encuentro, estudio y recreación de los lugares y momentos vividos por él durante su proceso creativo. Por ello, la Universidad Francisco de Miranda ha emprendido la lucha para crear un centro de estudios biogeográficos que lleve su nombre, así como rescatar y difundir su obra, apoyando decididamente la labor de otros científicos que han seguido profundizando en el área de la investigación biogeográfica (Díaz y Gómez, 1999).
Como botánico, León Croizat centró su interés en las familias botánicas Cactaceae, la familia del conocido cardón de datos y la tuna España; y la Euphorbiaceae, la familia de la yuca y del cardón africano, ejemplos clásicos de evolución convergente.
También le interesaron otros grupos de plantas con presencia de suculencia y adaptación a condiciones de aridez. Sus investigaciones le llevaron a describir varias especies nuevas e incluso una familia nueva para la ciencia: la Austrobaileyaceae; familia representada por un género monotípico endémico de Australia, de afinidades dudosas, que ha sido relacionada con el orden de las Laurales o de las Magnoliales por diversos autores.

## Honores

### Condecoraciones
- Orden del Libertador en grado de Caballero (Venezuela)
- Orden Henri Pittier (Venezuela)
- Orden al Mérito de la República Italiana

### Epónimos
Géneros
Por la preocupación de León Croizat por las Euforbiáceas, el gran botánico, Dr. Julián Steyermark, designó un nuevo género de esta familia botánica con el nombre de Croizatia, del cual se describieron varias especies, entre las que destacan Croizatia neotropica, relacionada con el género africano Actephela colectada en el oriente de Venezuela, y Croizatia naiguatensis Steyermark, encontrada en el parque nacional El Ávila (Hoyos, 1999).
Especies
- (Bombacaceae) Pseudobombax croizatii A.Robyns[2]
- (Euphorbiaceae) Croton croizatii Steyerm.[3]
- (Euphorbiaceae) Euphorbia croizatii (Hurus.) Kitag.[4]
- (Lauraceae) Persea croizatii van der Werff[5]
- (Ochnaceae) Ouratea croizatii Maguire & Steyerm.[6]
- (Thymelaeaceae) Kelleria croizatii Heads[7]
- (Tiliaceae) Tilia croizatii Chun & Wong[8]

## Croizat y la teoría evolutiva
Nuevos paradigmas: la ciencia arriba a los paradigmas luego de haber acumulado gran cantidad de evidencias que permiten construir un conjunto de ideas que explican el mundo que nos rodea. Sin embargo, el trabajo y los hallazgos científicos no se detienen allí: la evidencia que luego se sigue acumulando puede entrar en contradicción con el paradigma vigente, indicando que ha llegado la hora de cuestionar y reelaborar ese paradigma, para dar paso a nuevas formas de interpretar los fenómenos naturales. En esto se basa el avance de la ciencia. Los hombres de ciencia se enfrentan a este proceso continuo y ambivalente, que hace avanzar al conocimiento científico de esta manera: construir, cuestionar, descartar para nuevamente comenzar a construir. En este quehacer, los hombres se debaten con las contradicciones inherentes a su propia naturaleza humana. Por un lado buscan aferrarse a lo conocido, a lo estable, a lo seguro y predecible, y por otro no se detienen en su afán de innovar, de ir más allá, de explorar nuevos caminos. El riesgo se enfrenta así a la estabilidad, la incertidumbre a lo predecible. Ante este dilema los individuos suelen asumir una u otra postura: ser conservadores y refugiarse en la seguridad de lo conocido, o correr el riesgo de atreverse a cuestionar lo establecido. Lanzarse a la aventura de explorar nuevas vías genera inquietud y rechazo, significa que no contamos con el apoyo de una estructura externa, así sea imaginaria. El soporte reside sólo en la fortaleza, claridad y coherencia de nuestras propias ideas.
León Croizat se atrevió a transitar por el camino más riesgoso: escogió cuestionar los paradigmas de su tiempo y por ello se hizo acreedor del epíteto de excéntrico. Sus ideas, incomprendidas en un principio, han cobrado ímpetu, claridad y soporte a la luz de hallazgos más recientes. El pensamiento de Croizat se adelantó al de sus contemporáneos.
León Croizat se cuenta hoy en día entre los científicos más notorios del siglo XX en el área de las ciencias biológicas. Después de su muerte sus ideas han seguido inspirando avances científicos. Su legado intelectual y creativo está constituido por manuscritos, cuadernillos de notas y libros que conforman una invalorable colección científica, la cual debe preservarse para futuras generaciones.

## Su aporte a la Biogeografía
La biogeografía estudia la distribución de los organismos del planeta en los contextos del tiempo y el espacio. Es decir, los patrones de distribución de los organismos relacionándolos con factores físicos y bióticos (ecológicos) y también con factores históricos que han moldeado estos patrones de distribución a lo largo del tiempo.
La contribución más relevante de la obra de Croizat pertenece al campo de la biogeografía. Las ideas prevalecientes en el mundo occidental hasta el siglo XIX, en concordancia con la filosofía judeocristiana, sostenían que las especies habían sido creadas por Dios y que se habían expandido a partir de un único centro de origen, el monte Ararat, hasta poblar toda la Tierra, atendiendo fundamentalmente a limitaciones climáticas. La teoría de la evolución formulada por Charles Darwin puso en evidencia que las especies son entidades cambiantes y no fijas. En este nuevo marco de ideas, las formas de distribución de los organismos fueron explicadas por Darwin a través de mecanismos de dispersión: una especie que evoluciona en un área se dispersa hacia otra, con frecuencia cruzando una barrera física. En esta nueva área, los procesos subsecuentes de evolución dan paso a una nueva especie. Entonces, de acuerdo con las ideas de Darwin, son los procesos evolutivos antes que los geológicos los responsables de la distribución de los organismos. Croizat cuestionó abiertamente a Darwin, poniendo en duda el mecanismo de la dispersión como único responsable de los patrones globales de distribución de los organismos. Consideraba que los eventos geológicos que han modelado la corteza terrestre, son los mayores responsables de los patrones de distribución que se observan en los organismos en el presente.
Desarrolló una metodología, «track analysis» o análisis de trazos, mediante la cual demostraba la existencia de relaciones entre la biota de todos los continentes del mundo, indicando así que estos grupos de organismos habían alcanzado los distintos continentes antes de que las placas tectónicas se hubiesen separado (Croizat, 1952, 1981; Croizat et al., 1974). Para el momento en que Croizat publicó sus ideas, la teoría de la deriva continental formulada por Alfred Lothar Wegener en 1912 y retomada por Croizat, se consideraba carente de fundamento científico.
Sólo a partir de la década de los setenta la geología aceptó la teoría del desplazamiento de los continentes a la luz de la nueva e incontrovertible evidencia. Durante casi tres décadas las ideas de Croizat fueron ignoradas por los defensores de la teoría del dispersionismo de Darwin.
Las ideas de Croizat fueron redescubiertas en la década de los setenta y se formó la Escuela de la biogeografía Vicariante (Nelson y Rosen, 1981). A partir de allí, otros autores han desarrollado una nueva metodología de análisis biogeográfico, incorporando elementos de análisis cladístico. La biogeografía cladística ha brindado una nueva dimensión y solidez a los estudios biogeográficos. El Dr. León Croizat Chaley es llamado, y con sobrada razón, el Padre de la biogeografía. Este destacado botánico, incomprendido por propios y extraños, deja en su haber una rica y abundante obra plasmada en una gran cantidad y diversidad de libros que constituyen, sin duda, un arsenal de datos e ideas para todos los estudiosos en las disciplinas de las ciencias naturales.
- La abreviatura «Croizat» se emplea para indicar a León Croizat como autoridad en la descripción y clasificación científica de los vegetales.[9]